# 植田治作
植田 治作（うえだ じさく、1853年（嘉永6年） - 1925年（大正14年））は、日本の篤農家、政治家（山口県豊浦郡会議員、同郡彦島村会議員）、実業家。

## 人物
長門国彦島西山（現・山口県下関市）出身。植田甚之丞の嫡子。1889年、町村制が実施されると推されて村会議員となり30余年間その公職にあって村政に参与し、その間には郡会議員となり信用組合・漁業組合の理事及び各種の名誉職に挙げられた。
1915年11月、彦島村長より、1919年10月、山口県知事より村治功労者として同年10月には彦島町長より1922年4月、豊浦郡長より自治功労者として表彰され、里人の手によって頌徳碑が建設された。
貧困な家を復興すると同時に全身熱血を注いで部落の青年を薫陶し、常に誠意をもって不言実行した。老境に入るに及んで進んで勇退し、一切を嗣子竹松に委ねた。その声望は彦島に留まらず県下に知られていた。